# 3263 Bligh
3263 Bligh eller 1932 CN är en asteroid i huvudbältet som upptäcktes den 5 februari 1932 av den tyske astronomen Karl Wilhelm Reinmuth i Heidelberg. Den har fått sitt namn efter den brittiske sjöofficeren William Bligh.
Asteroiden har en diameter på ungefär 4 kilometer.